# Kaspersky Lab
A Kaspersky Lab egy számítógépes biztonsági megoldásokat kínáló cég, melyet Natalja Kaszperszkaja és Jevgenyij Valentyinovics Kaszperszkij alapított 1997-ben. Szoftverkínálatukhoz tartoznak antivírus, kémprogramirtó, levélszűrő és behatolásmegelőző alkalmazások. A Kaspersky Lab cég központja Moszkvában, Oroszországban van, irodáik pedig Németországban, Franciaországban, Hollandiában, az Egyesült Királyságban, Lengyelországban, Romániában, Svédországban, Japánban, Kínában, Dél-Koreában és az Amerikai Egyesült Államokban vannak.
A Kaspersky Antivírus keresőmotorja több más biztonsági alkalmazást kínáló cég termékeit is erősíti, mint például a Check Point, a Bluecoat, a Juniper Networks, a Sybari, a Netintelligence, a GFI Software, a Borderware, a FrontBridge, a G Data vagy a Netasq. Összesítve több mint 120 cég licenceli a Kaspersky technológiáit, amely ezáltal az egyik legszélesebb körben használt antivírus motorrá vált a piacon.

## Termékek
Otthoni felhasználóknak:
- Kaspersky Antivirus
- Kaspersky Internet Security
- Kaspersky Total Security
- Kaspersky Free Antivirus
- Kaspersky Safe Kids
- Kaspersky Password Manager
- Kaspersky Virus Removal Tool
- Kaspersky Rescue Disk
- Kaspersky Software Updater
- Kaspersky Mobile Antivirus: AppLock & Web Security

Vállalati felhasználóknak:
- Kaspersky Management
- Kaspersky Mobile Security for business
- Kaspersky Workstation
- Kaspersky Anti-Virus for Servers
- Kaspersky Anti-Virus for Gateways

## Kritikák
2015 óta több nyugati média és az amerikai kormány vádolta azzal a Kasperskyt, hogy közeli kapcsolatot ápol az orosz kormánnyal. 2017-ben Donald Trump elnök aláírt egy olyan törvényt, ami megtiltotta a program használatát az amerikai kormány számítógépein. 2018-ban a magyar kormány is megtiltotta  használatát a  kormányzati számítógépeken. Az Amerikai Egyesült Államokban 2024. július 20-án értékesítési tilalmat léptettek hatályba, 2024. szeptember 29-étől pedig a szoftverfrissítéseket is leállíttatták az ügyfelek számára.
- Kaspersky bans and allegations of Russian government ties